# Bibala
Bibala es un localidad y municipio de la provincia de Namibe en Angola. En julio de 2018 tenía una población estimada de 74 054 habitantes.
Se encuentra ubicado al suroeste del país, en la zona del desierto del Namib y cerca de la costa del océano Atlántico y de la frontera con Namibia.